# Kamenný most (film)
Kamenný most je film režiséra Tomáše Vorla z roku 1996.

## Děj
Film se odehrává v srdci Prahy – na Karlově mostě. Je to příběh o lásce, vášni a černém humoru, plný temné pražské mystiky.
Hlavním hrdinou filmu je Tomáš, absolvent FAMU a kdysi slibný mladý režisér, který řeší třicátnickou krizi. Pokouší se protloukat životem bez cíle po Malé Straně, ale trpí čím dál větší beznadějí. Kraluje kolem něj důmyslný a prvoplánovaný duch komerce, na které se však sám nechce podílet. K tvůrčí krizi se u Tomáše přidává rozpad osobních vztahů. Pro jeho manželku Martinu začíná být styl jeho života neúnosný. Jí i synovi Péťovi začíná svítat naděje v bohatém a úspěšném producentu Robertovi, jenž se svižně pohybuje mezi světem reklamních šotů. Tomáš se tak stane jedním ze tří bodů manželského trojúhelníku. Robert začíná Tomáše nutit, aby se dal na psaní scénáře k filmu, a za to mu slíbí, že mu bude jeho natáčení financovat. Čeká, že se mu do rozvíjejícího se vztahu s jeho manželkou nebude plést. Dojde však k nečekanému vývoji událostí.

## Obsazení
| Tomáš Hanák     | Tomáš                      |
| Romana Sittová  | Martina                    |
| David Vávra     | úředník                    |
| Jan Slovák      | Robert                     |
| Milena Dvorská  | Tomášova matka             |
| Vladimír Franz  | mystik                     |
| Bořík Procházka | Tomášův otec               |
| Tomáš Vorel     | režisér                    |
| Václav Havel    | sám sebe jako prezident ČR |
| Jan Foll        | rybář                      |

## Zajímavosti
- V době uvedení šel film do kin ve dvou verzích. Jedna s mezititulky s názvy kapitol a druhá měla jen mezi kapitolami delší „zatemnění“.
- V lednu roku 2016 proběhla v kinech premiéra digitálně remasterované verze filmu. Film byl promítán pouze v klubových kinech.
- Postava Jany Synkové nápadně připomínala režisérku Věru Chytilovou.
- Tehdejší prezident ČR Václav Havel si ve snímku zahrál sám sebe.
- V kinech se film nedočkal valného úspěchu a byl negativně hodnocen.